# Paul Pétard
 (mai 2017).
Si vous disposez d'ouvrages ou d'articles de référence ou si vous connaissez des sites web de qualité traitant du thème abordé ici, merci de compléter l'article en donnant les références utiles à sa vérifiabilité et en les liant à la section « Notes et références ».
Paul Pélard, né le 7 mai 1912 à Genouilly et mort le 4 février 1980 à Boulogne-Billancourt, est un botaniste français, ethnobotaniste et pharmacologue des plantes médicinales et vénéneuses de Polynésie.

## Biographie
Paul Pétard a été officier-pharmacien des troupes coloniales à l'hôpital de Papeete en Polynésie française de 1937 à 1945, il se spécialise dans la flore de Polynésie. Il s'intéresse particulièrement aux savoirs locaux qu'il recueille durant de nombreuses années.
Il soutient une thèse de pharmacie en 1960 sous le titre Quelques plantes utiles de la Polynésie Française Ptèridophytes et Monocotylédones à l'université de Marseille.
Il décrit plus de 220 espèces et étudie leurs propriétés pharmaceutiques de la flore polynésienne. 

## Publications principales
- 1951 Les plantes ichtyotoxiques polynésiennes, Revue de médecine tropicale, Marseille, N° 3, . 498–511
- 1955 Les Plantes tinctoriales polynésiennes,Journal d'agriculture traditionnelle et de botanique appliquée, N°   2-3-4  pp. 193-199[4]
- 1972 Raau Tahiti : plantes médicinales et remèdes tahitiens, Publication : Nouméa : Commission du Pacifique sud, 86 pages[5]
- 1974 Raau Tahiti  : plantes médicinales polynésiennes et remèdes tahitiens, Saint Denis, La Réunion: Imp. Cazal, 63 pages
- 1986 Quelques plantes utiles de Polynésie française et raau Tahiti.  ; ill. par Gilles Cordonnier, Éd. rev. et augm. par Denise et Robert Koenig  Publication  : Tahiti  : Éd. Haere Po No Tahiti, 354 pages, réédité en 2007[6]